# حوزه زمان

تبدیل فوریه یک تابع را در حوزه زمان (رنگ قرمز) با حوزه فرکانس (رنگ آبی) آن مرتبط می‌کند.

حوزه زمان (به انگلیسی: Time domain) تحلیل توابع ریاضی، سیگنال‌ها، سری‌های زمانیِ اقتصاد یا داده‌ها بر اساس زمان است.
اسیلوسکوپ ابزار رایجی است که برای نمایش سیگنال‌های واقعی در حوزه زمان از آن استفاده می‌شود. نمودار حوزه زمان تغییرات یک سیگنال با گذشت زمان را نشان می‌دهد در حالی‌که نمودار حوزه فرکانس مشخص می‌کند که چه مقدار از سیگنال در باند فرکانسی داده‌شده در یک بازهٔ فرکانسی قرار دارد.

## تاریخچه واژه
استفاده از کلمه‌های نامرتبط حوزه زمان و حوزه فرکانس در اواخر دههٔ ۱۹۴۰ در مهندسی مخابرات در آمریکا به کار گرفته شدند و تا سال ۱۹۴۹ بدون تعریفی دقیق مورد استفاده قرار گرفتند.